# 華麗千手螺
華麗千手螺（学名：Chicoreus superbus）为骨螺科千手螺屬下的一个种。其种加词“superbus”意为“华丽的”。